# Bocksteinhöhle

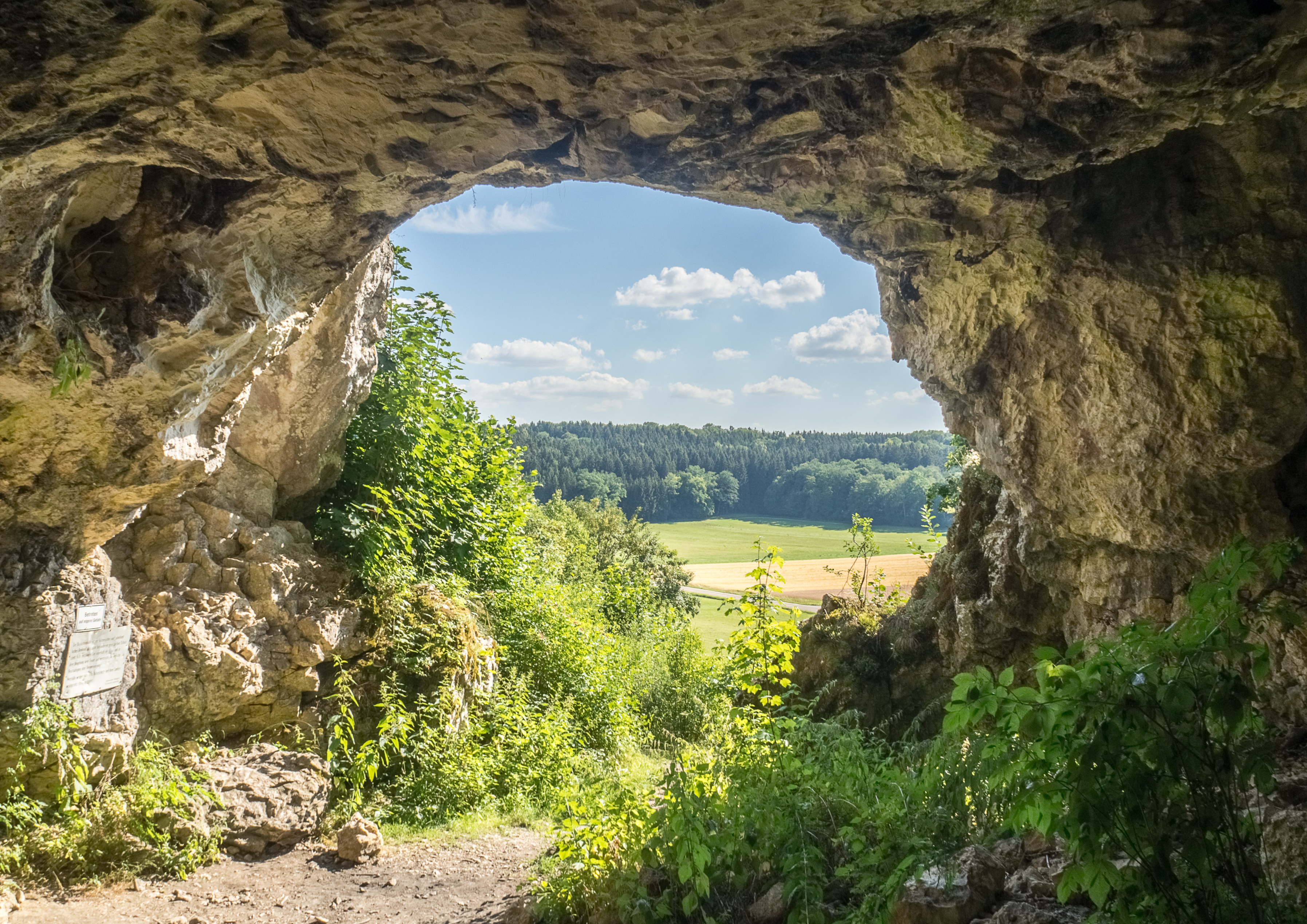
Blick aus der Bocksteinhöhle ins Lonetal

Die Bocksteinhöhle beim Herbrechtingener Stadtteil Bissingen Ob Lontal im Lonetal ist eine Karsthöhle. Die Höhle ist ein bedeutender Fundplatz des Jungpaläolithikums. Im Jahre 2017 wurde sie als eine der sechs Höhlen der Weltkulturerbestätte Höhlen und Eiszeitkunst der Schwäbischen Alb in das UNESCO-Welterbe aufgenommen.

## Lage
Die Bocksteinhöhle liegt zwischen Öllingen und Bissingen auf der Gemarkung der Gemeinde Rammingen in Baden-Württemberg, nahe der bayrischen Grenze.
Sie befindet sich an einem Nordwesthang im mittleren Lonetal. Sie liegt 50 Meter über der Talsohle bzw. 12 Meter über dem Tal an dieser Stelle. Oberhalb der Höhle steht eine Schutzhütte.
In unmittelbarer Nachbarschaft sind weitere Höhlen zu finden: das Westloch, das Bocksteinloch und die Bocksteingrotte. Vor dem benachbarten Bocksteinloch befindet sich der als Bocksteinschmiede bekannte Vorplatz dieser kleineren Höhle.

## Geologie
In diesem Tal ist die Lone in Schichten des Weißen Jura eingeschnitten. In der Region befinden sich in weiten Bereichen Lössböden, weshalb in der Region viele Flächen landwirtschaftlich genutzt werden. Wegen der landwirtschaftlichen Nutzung wurden in der Region aber auch viele Hügel abgetragen und Senken gefüllt, sodass das Relief mit der Zeit immer weniger ausgeprägt war.
Die Lone ist heute in vielen Jahren ausgetrocknet, in der Würm-Kaltzeit hat sie vermutlich regelmäßig Wasser geführt. In der Nähe der Bocksteinhöhle liegt der Grundwasserspiegel dicht unter der Oberfläche, so dass auch in trockenen Zeiten im Flussbett regelmäßig Pfützen entstehen.

## Beschreibung
Die Höhle hat eine Größe von ungefähr 20 Metern Breite und 15 Metern Tiefe. Die Höhle hat zwei Eingänge. Der heutige Haupteingang lag bis ins 19. Jahrhundert in einer Höhe von zwei Metern und war kleiner, wurde aber durch Sprengungen bei Grabungen bis zum Höhlenboden hin erweitert, damit Abraum und Fundstücke leichter aus der Höhle abtransportiert werden konnten. Der eigentliche steinzeitliche Haupteingang, das Törle, wurde in den 1950er Jahren bei Ausgrabungen unter Leitung von Robert Wetzel entdeckt.

## Grabungsgeschichte
Die Höhlen der Region zeichnen sich durch den Fund verschiedener Fossilien und Kulturgegenstände früherer Zeitalter aus. Nachdem in der Nähe der Bocksteinhöhle in der Bärenhöhle Überreste von Höhlenbären gefunden worden waren, führten der Oberförster von Langenau, Ludwig Bürger, und der Pfarrer Friedrich Losch 1883 und 1884 Ausgrabungen an und in der Bocksteinhöhle durch. Bei diesen Grabungen fanden sie Knochen verschiedenen Wildes, Stein- und Knochengeräte der Höhlenbewohner und zwei menschliche Skelette. Es handelte sich um die Skelette einer jungen Frau und eines Säuglings, der zu ihren Füßen lag.
Zu der Datierung der Skelettfunde herrschte Uneinigkeit zwischen den Experten. Die Entdecker hatten keinen Zweifel daran, dass die Skelette prähistorische Funde waren. Oscar Fraas und Hermann Schaaffhausen teilten diese Einschätzung, während Hermann Hölder und Rudolf Virchow den Skeletten ein recht junges Alter zusprachen. Kurze Zeit später stützte der Pfarrer von Öllingen, Emil Lechler, die Vermutung Hölders und Virchows. Er fand im Kirchenbuch einen Eintrag aus dem Jahr 1739, in dem über den Suizid einer jungen Frau und ihres Kindes sowie die Beisetzung im Lonetal anstatt auf einem Friedhof berichtet wurde. Die Skelette waren danach kein Gegenstand der Forschung mehr und galten später als verschollen. Das Skelett des Neugeborenen wurde in den 1990er Jahren im Museum Ulm wiederentdeckt und auf 6300 bis 6200 v. Chr. datiert, die späte Mittelsteinzeit. Somit zeigte sich, dass Bürger und Losch mit ihrer Einschätzung recht hatten.
Robert Rudolf Schmidt legte 1908 einen Grabungsschnitt an, wobei er zwar dieselben Fundschichten wie die Altgrabungen in der Höhle fand, jedoch keinen direkten Anschluss bei den Funden. 1932 begann Robert Wetzel mit Unterstützung von Anton Bamberger mit Ausgrabungen im Gebiet des Bocksteins, die mit Unterbrechungen bis 1956 andauerten. In dieser Zeit wurde unter anderem ein Sondagegraben bis hin zum Talgrund angelegt und das Bocksteintörle als pleistozäner Zugang zur Bocksteinhöhle entdeckt.
Die Funde, die bei den verschiedenen Ausgrabungen aufgenommen wurden, befinden sich größtenteils im Ulmer Museum und wurden auch später zu Untersuchungen herangezogen.

### Kulturelle Funde
Die kulturellen Funde lassen sich auf 50.000 bis 70.000 Jahre zurückdatieren. Sie bezeugen den ältesten Siedlungskomplex des Neandertalers in Süddeutschland. Zu den Werkzeugfunden gehören verschiedene Gegenstände. So fand man 50 Faustkeile und mehrere Hundert Spitzen aus Quarzit oder Hornstein.
Neben Werkzeugen wurden auch Schmuckgegenstände gefunden. So fand man einen Höhlenbärenzahn mit einem durchgebohrten Loch und Schmuck aus Mammutelfenbein und Tonschiefer.
Die Gegenstände stammen aus unterschiedlichen Zeitaltern, die sich sowohl dem modernen Menschen als auch dem Neandertaler zuordnen lassen, beispielsweise aus Aurignacien, Gravettien und Magdalénien sowie Micoquien und Moustérien.

### Naturhistorische Funde
Neben den von Menschen bearbeiteten Gegenständen befanden sich in allen Schichten auch Skelette und Gebisse unterschiedlicher Tiere, durch die auch Rückschlüsse zur Umwelt im Gebiet der Bocksteinhöhle gezogen werden können. In allen Schichten fanden sich zudem Brand- und Schnittspuren, die die Besiedlung der Bocksteinhöhle beweisen.
Außer im Gravettien waren Pferde die häufigsten Vertreter in den einzelnen Schichten, im Gravettien waren es Rentiere, die aber auch in anderen Zeitaltern häufig waren. Außerdem wurden größtenteils auch Überreste anderer Herbivore wie Wildrinder, Hasen und Nager gefunden. Es wurden aber auch Reste von Höhlenbären und anderen Carnivoren entdeckt.
In den meisten Schichten fanden sich Überreste von Arten, die als Zeigerarten für Waldsteppen dienen, beispielsweise Auerhühner, Elche und Luchse. Einzig im Gravettien waren es ausschließlich Steppentiere, sodass in dieser Zeit von einer fehlenden Bewaldung im Gebiet der Bocksteinhöhle ausgegangen wird.

## Welterbe
Aufgrund der außergewöhnlich hohen Dichte an archäologischen Stätten wurde die Bocksteinhöhle am 9. Juli 2017 gemeinsam mit fünf weiteren Höhlen als Höhlen und Eiszeitkunst der Schwäbischen Alb zum UNESCO-Welterbe erklärt. Zu diesem Welterbe gehören im Lonetal die Vogelherdhöhle und das Hohlenstein-Stadel und im Achtal die Höhle Hohler Fels, die Sirgensteinhöhle und das Geißenklösterle.

## Tourismus
Die Höhle kann zu Fuß über einen Wanderweg erreicht werden. Wegen Einsturzgefährdung konnten Besucher die Höhle zwischenzeitig nur auf eigene Gefahr betreten. Ein 44 Tonnen schwerer Fels lag nur an drei Stellen auf und drohte abzurutschen. Eine Spezialfirma zerstörte den Felsblock mit einer leisen Sprengung. Während dieser Sanierungsarbeiten im Sommer 2022 war die Höhle für Besucher gesperrt.